# Efecto oligodinámico

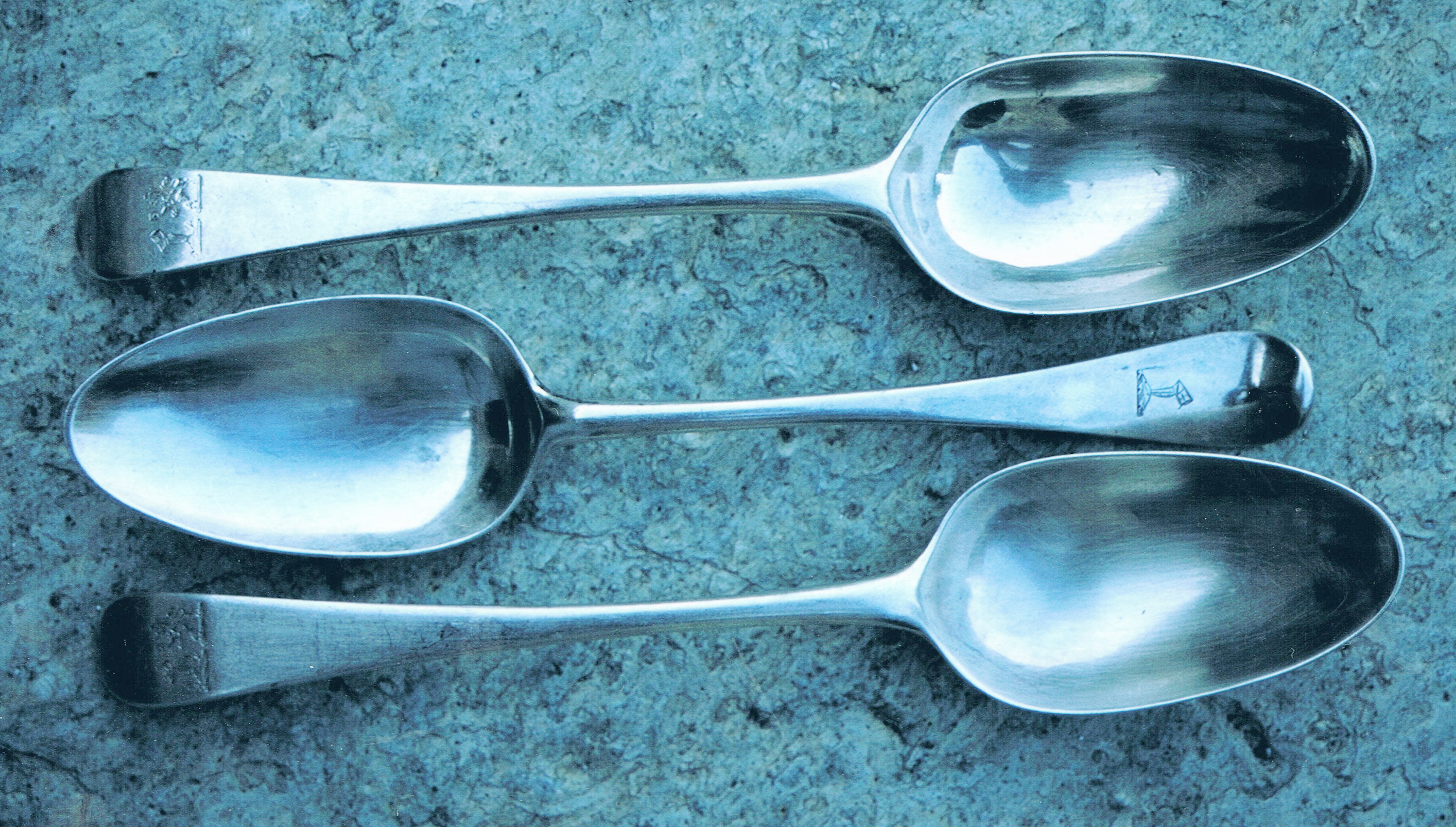
Las cucharas de plata se autodesinfectan debido al efecto oligodinámico.

El efecto oligodinámico (del griego oligos, "poco" y dynamis, "fuerza") es un efecto biocida de los metales, especialmente los metales pesados, que se produce incluso en concentraciones bajas.
En los tiempos modernos, el efecto fue observado por Karl Wilhelm von Nägeli, aunque no identificó la causa. Los textos académicos de la antigua India promovieron el uso de latón y plata en la práctica de limpieza ritual, así como en el consumo de alimentos y bebidas. El antiguo texto médico indio Sushruta Samhita promovía el uso de metales específicos en procedimientos quirúrgicos como medida para prevenir infecciones. Los pomos de las puertas de latón y los cubiertos exhiben este efecto hasta cierto punto.

## Mecanismo
Los metales reaccionan con proteínas con grupos tiol (-SH) o amina (-NH(1,2,3)), un modo de acción al que los microorganismos pueden desarrollar farmacorresistencia. Tal resistencia puede transmitirse por plásmidos.

## Lista de usos

### Aluminio
El acetato de aluminio (solución de Burow) se utiliza como un antiséptico suave astringente.

### Antimonio
Los ortoésteres de los ácidos diarilstibínicos son fungicidas y bactericidas que se utilizan en pinturas, plásticos y fibras. El antimonio orgánico trivalente se utilizó en el tratamiento de la esquistosomiasis.

### Arsénico
Durante muchas décadas, el arsénico se utilizó con fines medicinales para tratar la sífilis. Todavía se usa en rodenticidas, conservantes de madera, herbicidas y otros plaguicidas. El arsénico también se sigue utilizando para asesinar por envenenamiento, cuyo uso tiene una larga y continua historia tanto en la literatura como en los hechos.

### Bario
El polisulfuro de bario es un fungicida y acaricida que se utiliza en el cultivo de frutas y uvas.

### Bismuto
Se han utilizado compuestos de bismuto por sus acciones astringentes, antiflogísticas, bacteriostáticas y desinfectantes. En dermatología, el subgalato de bismuto todavía se usa en pomadas y polvos vulnerarios, así como en antimicóticos. En el pasado, el bismuto también se ha utilizado para tratar la sífilis y la malaria.

### Boro
Los ésteres de ácido bórico derivados de glicoles (por ejemplo, formulación de organoborato, Biobor JF) se están utilizando para el control de microorganismos en sistemas de combustible que contienen agua.

### Cobre
Los recipientes de latón liberan una pequeña cantidad de iones de cobre en el agua almacenada, matando así los recuentos de bacterias fecales de hasta 1 millón de bacterias por mililitro.
El sulfato de cobre mezclado con cal (mezcla de Burdeos) se utiliza como fungicida y antihelmíntico. El sulfato de cobre se utiliza principalmente para destruir las algas verdes (algicidas) que crecen en embalses, estanques, piscinas y peceras. Algunas veces se incluye cobre 8-hidroxiquinolina en la pintura para prevenir el moho.
La pintura que contiene cobre se usa en el fondo de los barcos para prevenir el crecimiento de percebes (bioincrustación).

### Oro
El oro se utiliza en incrustaciones dentales e inhibe el crecimiento de bacterias.

### Plomo
Los médicos prescriben diversas formas de plomo para curar dolencias que van desde el estreñimiento hasta enfermedades infecciosas como la peste. El plomo también se utilizó para conservar o endulzar el vino. El arseniato de plomo se usa en insecticidas y herbicidas. Algunos compuestos orgánicos de plomo se utilizan como biocidas industriales: el tiometiltrifenilo de plomo se utiliza como agente antifúngico, conservante del algodón y aditivo lubricante; tiopropiltrifenilo de plomo como repelente de roedores; acetato de plomo de tributilo como conservante de la madera y el algodón.

### Mercurio
Se han utilizado borato y acetato de fenilmercúrico para desinfectar las membranas mucosas a una concentración efectiva de 0.07% en soluciones acuosas. Por razones toxicológicas y ecotoxicológicas, las sales de fenilmercurio ya no se utilizan. Sin embargo, algunos cirujanos utilizan mercurocromo a pesar de las objeciones toxicológicas. La amalgama dental utilizada en los empastes inhibe la reproducción bacteriana.
Los compuestos orgánicos de mercurio se han utilizado como desinfectantes tópicos (tiomersal, nitromersol y merbromina) y conservantes en preparaciones médicas (timerosal) y productos de cereales (tanto metilmercuriales como etilmercuriales). El mercurio se utilizó en el tratamiento de la sífilis. El calomel se usó comúnmente en polvos para la dentición infantil en las décadas de 1930 y 1940. Los mercuriales también se utilizan en la agricultura como insecticidas y fungicidas.

### Níquel
La toxicidad del níquel para bacterias, levaduras y hongos difiere considerablemente.

### Plata
El metabolismo de las bacterias se ve afectado negativamente por los iones de plata en concentraciones de 0,01 a 0,1 mg/L. Por lo tanto, incluso los compuestos de plata menos solubles, como el cloruro de plata, también actúan como bactericidas o germicidas, pero no como el sulfuro de plata, que es mucho menos soluble. En presencia de oxígeno atmosférico, la plata metálica también tiene un efecto bactericida debido a la formación de óxido de plata, que es lo suficientemente soluble como para provocarlo. Incluso los objetos con una superficie de plata sólida (por ejemplo, vajilla de mesa, monedas de plata o papel de aluminio) tienen un efecto bactericida. Los comandantes militares llevaban vasos de plata para beber en las expediciones para protegerse contra las enfermedades. Alguna vez fue común colocar papel de aluminio o incluso monedas de plata en las heridas por la misma razón.
La sulfadiazina argéntica se usa como ungüento antiséptico para quemaduras extensas. Se puede utilizar una dispersión de equilibrio de plata coloidal con iones de plata disueltos para purificar el agua potable en el mar. La plata se incorpora en implantes médicos y dispositivos como catéteres. La surfacina (yoduro de plata) es un antimicrobiano relativamente nuevo para su aplicación en superficies. Los apósitos para heridas impregnados con plata han demostrado ser especialmente útiles contra las bacterias resistentes a los antibióticos. El nitrato de plata se utiliza como hemostático, antiséptico y astringente. Los iones de plata se incorporan cada vez más en muchas superficies duras, como plásticos y acero, como una forma de controlar el crecimiento microbiano en elementos como asientos de inodoros, estetoscopios e incluso puertas de refrigeradores. Entre los productos más nuevos que se venden se encuentran los recipientes de plástico para alimentos con nanopartículas de plata, que están destinadas a mantener los alimentos más frescos, y las camisetas y calcetines deportivos con plata, que pretenden minimizar los olores.

### Talio
Los compuestos de talio, como el sulfato de talio, se han utilizado para impregnar madera y cuero para matar las esporas de hongos y bacterias, y para proteger los textiles del ataque de las polillas. El sulfato de talio se ha utilizado como depilatorio y en el tratamiento de enfermedades venéreas, infecciones fúngicas de la piel y tuberculosis.

### Estaño
El tetrabutilestaño se utiliza como pintura antiincrustante para barcos, para la prevención de lodos en los sistemas industriales de recirculación de agua, para combatir los caracoles de agua dulce que causan esquistosomiasis, como conservante de madera y textiles, y como desinfectante. El hidróxido de triciclohexilestaño se utiliza como acaricida. El hidróxido de trifenilestaño y el acetato de trifenilestaño se utilizan como fungicidas.

### Zinc
El óxido de zinc se usa como un antiséptico débil (y protector solar) y en pinturas como un pigmento blanco e inhibidor del crecimiento de moho. El cloruro de zinc es un ingrediente común en los enjuagues bucales y desodorantes, y la piritiona de zinc es un ingrediente de los champús anticaspa. Los accesorios galvanizados (recubiertos de zinc) en los techos impiden el crecimiento de algas. Se encuentran disponibles tejas tratadas con cobre y zinc. El yoduro de zincy el sulfato de zinc se utilizan como antisépticos tópicos.

## Seguridad
Además de los efectos tóxicos individuales de cada metal, una amplia gama de metales son nefrotóxicos en humanos y/o animales. Algunos metales y sus compuestos son cancerígenos para los seres humanos.  Algunos metales, como el plomo y el mercurio, pueden atravesar la barrera placentaria y afectar negativamente el desarrollo fetal. Varios (cadmio, zinc, cobre y mercurio) pueden inducir complejos proteicos especiales llamados metalotioneínas.